# George Lamond
Pour les articles homonymes, voir Lamond.
George Lamond est un chanteur américain d'origine portoricaine, né George Garcia le 25 février 1967 à Washington.

## Biographie
George Lamond est né George Garcia dans le quartier de Georgetown à Washington, DC. Il a déménagé à Porto Rico, la ville natale de ses parents, à l'âge de 2 ans. Il est resté à Porto Rico jusqu'à l'âge de 7 ans, date à laquelle la famille comprenait huit autres frères et sœurs, la famille est ensuite retournée aux États-Unis, s'installant dans le Bronx à New-York, où il a principalement grandi. 
Il a une voix de ténor lirico spinto (comme Placido Domingo).
George Lamond a commencé à chanter en tant que choriste pour divers artistes, avant de décrocher un contrat solo avec Columbia Records. Son premier album, sorti en 1990, Bad of the Heart, était un album de freestyle/dance underground, dont ont été extraits de nombreux hits, comme Bad of the Heart (classé 25e au Billboard Hot 100 en 1990), Look Into My Eyes (classé no 4 du Hot Dance Club Songs en 1990) et Without You (classé no 4 du Hot Dance Club Songs en 1989), tous coproduits par Chris Barbosa, qui avait produit Shannon. En 1990, son duo avec Brenda K. Starr, No Matter What, se classe 49e au Billboard Hot 100.
Son deuxième album, In My Life  sorti en 1992, plus orienté radio que club, inclus une reprise des Jackson 5, I Want You Back, et le single Where Does That Leave Love (qui se classe no 59 au Billboard Hot 100 en 1992).
George Lamond a sorti ensuite plusieurs albums salsa, avec plusieurs titres classés au Billboard Hot Latin Tracks.
En septembre 2006, il sort l'album Oye Mi Canto, avec des titres reggaeton, bachata et salsa, dont sept chansons produites par G1E Productions.
En 2008, il sort les singles What is Love (extrait de la compilation Don't look back - Session 2, produite par le célèbre producteur freestyle  Carlos "After Dark" Berrios), Dont' Stop Believin’ (une reprise de Journey), et Something About You (une reprise de Level 42, en featuring de Lucas Prata, sur l'album  Never Stop Dreamin’ de celui-ci).

## Discographie

### Albums
- Bad of the Heart (1990), Columbia Records
- In My Life (1992), Columbia Records
- Creo En Ti (1993), Sony International
- Entrega (1999), Sony International
- The Hits And More (1999), Robbins Entertainment
- GL (2001), Sony International (GL sont ses initiales)
- Oye Mi Canto (2006), Sony International

### Singles
- "Without You" (1989), Columbia Records
- "Bad Of The Heart" (1990), Columbia Records
- "Look into My Eyes" (1990), Columbia Records
- "No Matter What" duet with Brenda K. Starr, (1990), Columbia Records
- "Love's Contagious" (1991), Columbia Records
- "Where Does That Leave Love?" (1992), Columbia Records
- "Baby, I Believe In You" (1992), Columbia Records (reprise des New Kids on the Block)
- "I Want You Back" (1993), Columbia Records (reprise des Jackson 5)
- "Baby, Creo En Ti," Sony Discos
- "No Morira", duo avec Lisa Lopez, Sony Discos
- "It's Always You" (1994), Tommy Boy Records
- "Without You" (1998), Tommy Boy Records
- "Earn My Love," Robbins Entertainment
- "Que Te Vas" (1999), Sony Discos
- "Lately" (2000), Robbins Entertainment
- "Raspa", Sony Discos
- "Don't Stop Believin'" (2008), Robbins Entertainment (reprise de Journey)